# Палагонија
Палагонија (итал. Palagonia) је насеље у Италији у округу Катанија, региону Сицилија.
Према процени из 2011. у насељу је живело 16227 становника. Насеље се налази на надморској висини од 158 м.

## Становништво
Према резултатима пописа становништва 2011. у општини је живело 16.540 становника.
| 1931. | 1936. | 1951.  | 1961.  | 1971.  | 1981.  | 1991.  | 2001.  | 2011.  |
| ----- | ----- | ------ | ------ | ------ | ------ | ------ | ------ | ------ |
| 8.582 | 9.495 | 12.099 | 13.898 | 13.704 | 15.046 | 15.535 | 16.568 | 16.540 |